# Епворт (Ајова)
Епворт (енгл. Epworth) град је у америчкој савезној држави Ајова. По попису становништва из 2010. у њему је живело 1.860 становника.

## Демографија
Према попису становништва из 2010. у граду је живело 1.860 становника, што је 432 (30,3%) становника више него 2000. године.
| Група             | 2000.         | 2010.         |
| Белци             | 1.330 (93,1%) | 1.744 (93,8%) |
| Афроамериканци    | 7 (0,5%)      | 14 (0,8%)     |
| Азијати           | 74 (5,2%)     | 89 (4,8%)     |
| Хиспаноамериканци | 9 (0,6%)      | 8 (0,4%)      |
| Укупно            | 1.428         | 1.860         |